# Laténa
Laténa (toponimo francese) è un comune svizzero del Canton Neuchâtel.
Il comune è stato costituito il 1º gennaio 2025 aggregando gli ex-comuni di Enges, Hauterive, La Tène (a sua volta costituito dalle località di Marin-Epagnier e Thielle) e Saint-Blaise.